# Lords of Chaos (Buch)
Lords of Chaos ist ein erstmals 1998 in englischer Sprache erschienenes Buch, das die Geschichte der okkulten Rockmusik erzählt, wobei der Schwerpunkt auf Black Metal liegt. Die Autoren sind Michael Moynihan von der Band Blood Axis und Didrik Søderlind, damals Journalist der Zeitschrift Playboy in Norwegen.

## Inhalt
Lords of Chaos enthält viele Gespräche, unter anderem mit Hendrik Möbus von Absurd, Varg Vikernes von Burzum oder Samoth, Faust und Ihsahn von Emperor. Es werden die Geschehnisse um die Kirchenbrände und Morde in den frühen 1990er Jahren, welche die Black-Metal-Szene in die Schlagzeilen brachten, beleuchtet. Weiterhin gibt das Buch Auskunft über den Einfluss von Okkultismus und Satanismus auf Rock- und Metal-Musik.

## Hintergrund
2002 wurden die deutsche Ausgabe sowie eine CD-Kompilation mit Liedern der im Buch erwähnten Künstler veröffentlicht. Die Kompilation umfasst, neben den im Buch genannten Bands der norwegischen und schwedischen Black-Metal-Szene, mehrere Künstler aus dem okkultistischen und satanistischen Umfeld, wie Aleister Crowley und Anton Szandor LaVey. Auch Vertreter, die das Okkulte eher am Rande streifen, wie Robert Johnson, wurden aufgenommen. 
2003 erschien die überarbeitete amerikanische Auflage, deren deutsche Übersetzung im Jahr 2005. In dieser ist unter anderem das Interview mit Möbus verändert worden; insbesondere wurden herabwürdigende Äußerungen über das Mordopfer Sandro Beyer entfernt. Möbus hatte den Mord als „großzügigen Akt für die Menschheit“ und Beyer als „Volksschädling“ bezeichnet, wofür er wegen Verunglimpfung des Andenkens Verstorbener verurteilt wurde.

## Rezension
Das Buch wurde beim Erscheinen sehr kontrovers diskutiert, sowohl in der deutschen Presse als auch in szenespezifischen Zeitschriften. Dies hängt unter anderem mit den Verstrickungen von Michael Moynihan in die rechte bis rechtsextremistische Szene zusammen. Auch die teilweise deutliche Bewunderung des Autors für seine Gesprächspartner tat ihr Übriges dazu, eine Kontroverse zu entfachen. Vikernes, dessen Person und Handlungen im Buch unter anderem fokussiert werden, bestreitet den Wahrheitsgehalt der Schilderungen über weite Strecken.

## Verfilmung
Am 8. Februar 2019 erschien die auf dem Sachbuch basierende Verfilmung Lords of Chaos, die auf dem Sundance Film Festival 2018 ihre Premiere feierte, in den Kinos der USA und von Deutschland.

## Ausgaben
- Englische Ausgabe: ISBN 0-922915-48-2
- Deutsche Ausgabe: ISBN 3-936878-00-5